# احتفال التبلل
لحفل البحرية الأمريكية، انظر wetting-down احتفالية تحية المياه للمركبات، بما في ذلك السفن والطائرات، انظر تحية المياه.

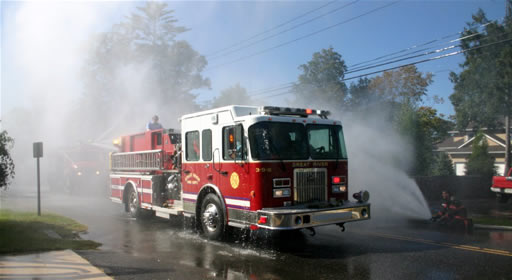
حريق النهر العظيم أول محرك مستحق للقسم يتم تبليله.

إن عملية التبلل هي طقوس يحتفل بها العديد من إدارات الإطفاء المتطوعين في الولايات المتحدة حيث تقوم فرق من رجال الإطفاء من البلدات المجاورة بشكل طقوسي بتكليف جهاز إطفاء جديد عن طريق مسحه بالماء الذي يتم رشه من معدات مكافحة الحرائق الخاصة بالزوار. 
إذا تم تشغيل جهازين جديدين، فسيتم اعتبارهما «عملية تبلل مزدوجة». إذا تم تشغيل ثلاثة أجهزة جديدة، فسيتم تسميتها «عملية تبلل ثلاثية». أو إذا تم تكليف أربعة أجهزة جديدة، فيُعتبر ذلك بمثابة «تبلل رباعي». 